# Oliva de Plasencia
Oliva de Plasencia és un municipi de la província de Càceres, a la comunitat autònoma d'Extremadura (Espanya).